# Sphaerodactylus cricoderus
Sphaerodactylus cricoderus este o specie de șopârle din genul Sphaerodactylus, familia Gekkonidae, descrisă de Thomas, Hedges și Orlando H. Garrido în anul 1992. Conform Catalogue of Life specia Sphaerodactylus cricoderus nu are subspecii cunoscute.